# Proces biskupa Kaczmarka
Proces biskupa Kaczmarka – proces pokazowy w czasach Polskiej Rzeczypospolitej Ludowej.

## Historia
Sfingowany przez władze komunistyczne proces wytoczony biskupowi kieleckiemu Czesławowi Kaczmarkowi oraz czterem osobom z jego kurii. Rozpoczął się 14 września 1953 roku przed Wojskowym Sądem Rejonowym w Warszawie, któremu przewodniczył Mieczysław Widaj. Oskarżonym postawiono zarzuty utworzenia ośrodka dywersyjno-szpiegowskiego, usiłowania obalenia przemocą ustroju PRL, wrogiej propagandy na rzecz waszyngtońsko-watykańskich mocodawców, a nawet kolaboracji z Niemcami. Pośrednio władze uderzyły także w autorytety kościelne: kardynała Adama Stefana Sapiehę, kardynała Augusta Hlonda i prymasa Stefana Wyszyńskiego, sugerując, że jako zwierzchnicy oskarżonych dopuścili do szkodliwej działalności na rzecz Polski Ludowej. Akt oskarżenia przygotowywali m.in.: Roman Werfel, płk Józef Różański, prokurator Stanisław Zarakowski i płk MWD Kowalczuk, a zatwierdzony został w Moskwie. Obrońcą z urzędu był adwokat Marian Bartoń. Na skutek tortur i szykan w areszcie śledczym MBP bp Kaczmarek wyraził skruchę i odciął się od polityki Watykanu. 22 września 1953 roku biskupa skazano na 12 lat za kolaborację z Niemcami, usiłowanie obalenia ustroju PRL i propagandę na rzecz waszyngtońsko-watykańskich mocodawców, a pozostałych:
- ks. Jana Danielewicza (skarbnika kurii kieleckiej) 10 lat,
- ks. Józefa Dąbrowskiego (kapelana biskupa) 9 lat,
- ks. Władysława Widłaka (prokuratora Seminarium Duchownego w Kielcach) 6 lat,
- s. Sykstę Walerię Niklewską (Zgromadzenie Sióstr Służebniczek) 5 lat.

## Reakcje
Na łamach Wrocławskiego Tygodnika Katolików 27 września 1953 roku Tadeusz Mazowiecki przypisał biskupowi Kaczmarkowi poglądy, prowadzące do utożsamienia wiary ze wsteczną postawą społeczną, a dobra Kościoła z trwałością i interesem ustroju kapitalistycznego. Pisał, że proces bp Kaczmarka udowodnił również naocznie, i to nie po raz pierwszy, jak dalece imperializm amerykański, pragnący przy pomocy nowej wojny, a więc śmierci milionów ludzi, narzucić panowanie swego ustroju wyzysku i krzywdy społecznej krajom, które obrały nową drogę dziejową, usiłuje różnymi drogami oddziaływać duchowieństwo oraz ludzi wierzących i kierować ich na drogę walki z własną ojczyzną, stanowiącą wspólne dobro wszystkich obywateli.
Po procesie Jan Dobraczyński i Mieczysław Kurzyna opublikowali tekst pt. „Wnioski”. Twierdzili, że „[…] surowo osądzać trzeba drogę ks. biskupa Kaczmarka, która osłabiała jedność narodu i służyła tym, którzy – odbudowując Wehrmacht – wskazali mu drogę na Wschód, a więc przede wszystkim na Polskę […] Pójdziemy jako katolicy drogą polskiej racji stanu, z pełną świadomością, że zejście z niej musiałoby doprowadzić do krańcowych konsekwencji, do współdziałania z najbardziej zaciekłymi wrogami narodu polskiego”. 
28 września 1953 roku Konferencja Episkopatu Polski wydała deklarację o normalizacji stosunków z rządem PRL, a w niej potępiła bp. Kaczmarka.